# Conoclinium
Conoclinium é um género botânico pertencente à família Asteraceae.